# Euphyia ochreata
Euphyia ochreata là một loài bướm đêm trong họ Geometridae.